# Рыжиков, Сергей Александрович
Серге́й Алекса́ндрович Ры́жиков (род. 1 июня 1960, Копейск) — советский и российский тренер по боксу. Тренер копейской СДЮСШОР и СШОР Московской области, старший тренер юниорской сборной команды России, личный тренер титулованного российского боксёра Владимира Плетнёва. Заслуженный тренер России (1997).

## Биография
Сергей Рыжиков родился 1 июня 1960 года в городе Копейске Челябинской области. В молодости сам серьёзно занимался боксом, выполнил норматив мастера спорта СССР.
После завершения спортивной карьеры перешёл на тренерскую работу. В течение многих лет работал тренером по боксу в копейской Специализированной детско-юношеской спортивной школе олимпийского резерва. Позже переехал на постоянное жительство в Ивантеевку Московской области, где так же занимался подготовкой начинающих боксёров. В период 2000—2005 годов входил в тренерский штаб молодёжной сборной России по боксу, затем занял должность старшего тренера в российской юниорской национальной команде.
За долгие годы тренерской работы Рыжиков подготовил многих талантливых боксёров, добившихся успеха на всероссийском и международном уровне. Один из самых известных его воспитанников — мастер спорта международного класса Владимир Плетнёв, победитель первенств Европы среди юношей и юниоров, чемпион мира среди юниоров, обладатель Кубка Европы, серебряный и трижды бронзовый призёр чемпионатов России. Также в разное время его учениками были призёр первенства России и победитель всероссийского соревнования на призы Б. Н. Никонорова И. Лохмоткин; победитель всероссийского соревнования среди сильнейших юношей, победитель первенства Европы, победитель летней Спартакиады учащихся России и призёр первенства России З. Хамхоев; финалист всероссийского соревнования среди сильнейших юношей И. Казак; победитель летней Спартакиады учащихся России В. Покровский; победитель и финалист первенств России Д. Селиванов; победитель всероссийского турнира класса «А» И. Матвеев и др.
За выдающиеся достижения на тренерском поприще в 1997 году Сергей Рыжиков был удостоен почётного звания «Заслуженный тренер России».
Отличник физической культуры и спорта. Награждён почётным знаком «За заслуги в развитии физической культуры и спорта в Московской области». Тренер высшей квалификационной категории.